# Ctenomys sylvanus
Espèce
Statut de conservation UICN

 DD  : Données insuffisantes
Ctenomys sylvanus est une espèce de rongeurs de la famille des Ctenomyidae. Comme les autres membres du genre Ctenomys, appelés localement des tuco-tucos, c'est un petit mammifère d'Amérique du Sud bâti pour creuser des terriers. Ce rongeur est endémique d'Argentine, où il est considéré par l'UICN comme étant peut-être menacé.
L'espèce a été décrite pour la première fois en 1919 par le zoologiste britannique Michael Rogers Oldfield Thomas (1858-1929).

## Liste des sous-espèces
Selon Mammal Species of the World (version 3, 2005)  (17 avril 2013) :
- sous-espèce Ctenomys sylvanus sylvanus
- sous-espèce Ctenomys sylvanus utibilis